# Q0957+561
| Q0957+561                                               | Q0957+561                                                |
| ------------------------------------------------------- | -------------------------------------------------------- |
| Foto                                                    |                                                          |
| Beobachtungsdaten Äquinoktium: J2000.0, Epoche: J2000.0 |                                                          |
| Sternbild                                               | Ursa Major                                               |
| Rektaszension                                           | 10h 01m 20s,99                                           |
| Deklination                                             | +55° 53′ 56″,5                                           |
| Gravitationslinse                                       |                                                          |
| Typ                                                     | Galaxienhaufen mit cD-Galaxie                            |
| Helligkeit (V-Band)                                     | G1: 21,9 mag                                             |
| Rotverschiebung                                         | 0,36                                                     |
| Lichtlaufzeit-Entfernung                                | 4 Mrd. Lj                                                |
| Mitbewegte Entfernung                                   | 1,4 Mrd. pc                                              |
| Abgebildetes Objekt                                     |                                                          |
| Typ                                                     | Quasar                                                   |
| Helligkeit (V-Band)                                     | A: 16,7 mag B: 16,5 mag                                  |
| Winkelausdehnung                                        | ca. 6″                                                   |
| Rotverschiebung                                         | 1,41                                                     |
| Lichtlaufzeit-Entfernung                                | 9 Mrd. Lj                                                |
| Mitbewegte Entfernung                                   | 4 Mrd. pc                                                |
| Katalogbezeichnungen                                    | Q0957+561 • QSO 0957+561                                 |
| Geschichte                                              |                                                          |
| Entdecker                                               | Dennis Walsh (UK) Robert Carswell (UK) Ray Weymann (USA) |
| Entdeckung                                              | März 1979                                                |

Q0957+561, auch als QSO 0957+561, Zwillingsquasar (engl. Twin Quasar) oder Doppelquasar (engl. Double Quasar) bezeichnet, ist ein durch eine Gravitationslinse doppelt abgebildeter Quasar im Sternbild Ursa Major, etwa 10 Bogenminuten nördlich von NGC 3079. Q0957+561 war das erste entdeckte Gravitationslinsen-System mit mehreren Bildern und ist eines der am besten untersuchten Objekte dieser Art.
Neuere Veröffentlichungen äußern ernsthafte Zweifel, ob sich im Zentrum dieses Quasars ein „gewöhnliches“, sehr massenreiches Schwarzes Loch befindet. Es soll sich vielmehr um ein neues Phänomen handeln, das die Astronomen des Harvard-Smithsonian Center for Astrophysics als Magnetospheric Eternally Collapsing Object oder kurz MECO bezeichnen.

## Gravitationslinsen-System
Aufgrund der Krümmung der Raumzeit durch die Masse der Gravitationslinse entstehen die zwei Bilder A und B des Quasars, die 6 Bogensekunden voneinander entfernt sind. Zwischen den beiden Bildern besteht eine Zeitverzögerung von 417,1±0,1 Tagen. Die Bilder haben eine scheinbare Helligkeit von 16,7 mag bei der Komponente A und 16,5 mag bei der Komponente B. Der Quasar weist eine Rotverschiebung von z = 1,41 (9 Mrd. Lj) auf.
Die Hauptkomponenten der Gravitationslinse sind ein Galaxienhaufen bei z = 0,36 (4 Mrd. Lj) und seine cD-Galaxie (G1) sowie eine Galaxiengruppe bei z = 0,5. Die cD-Galaxie G1 des Galaxienhaufens liegt nur etwa eine Bogensekunde vom Bild B des Quasars entfernt.

## Historische Einordnung

### Erste Gravitationslinse mit Quasar
Die Quasare QSO 0957+561A/B, genannt Twin Quasar (Zwillingsquasar), wurden im Frühjahr 1979 vom anglo-amerikanischen Team um die Briten Dennis Walsh und Robert Carswell sowie dem Amerikaner Ray Weymann mit Hilfe des 2,1-Meter-Teleskopes am Kitt-Peak-Nationalobservatorium in Arizona/USA entdeckt. Dem Team fiel auf, dass die Quasare nicht nur ungewöhnlich dicht beieinander stehen, sondern dass auch die Rotverschiebung und das Lichtspektrum im sichtbaren Bereich verblüffend ähnlich sind. Sie veröffentlichten die Vermutung, dass es sich wahrscheinlich um nur einen Quasar handelt, der durch einen Gravitationslinseneffekt doppelt erscheint.
Der Zwillingsquasar zog schnell die Aufmerksamkeit der Fachastronomen auf sich, handelt es sich doch um einen der ersten direkt sichtbaren Beweise einer Gravitationslinse, wie sie 1915 von Albert Einstein in seiner Allgemeinen Relativitätstheorie beschrieben wurde.

### Wissenschaftliche Klärung
Kritiker wiesen allerdings auf Unterschiede der beiden Quasare im Radiowellenbereich hin. So entdeckte ein Team um David Roberts am VLA (Very Large Array) in Socorro, New Mexico/USA, im Sommer 1979 einen Materie-Jet des Quasars A, zu dem es in Quasar B scheinbar keine Entsprechung gab. Außerdem waren der Abstand der beiden Bilder mit 6 Bogensekunden zu groß, um allein von der dicht beim Quasar B gefundenen Galaxie G1 erzeugt zu werden.
Erst auf hochauflösenden Bildern der Region, die mit VLBI (Very Long Baseline Interferometry) aufgenommen wurden, fand ein Team um Marc V. Gorenstein 1983 eindeutig spiegelsymmetrische Materie-Jets der Quasare A und B. Es konnte zudem festgestellt werden, dass die Galaxie G1 Teil eines Galaxienhaufens ist, der die Lichtablenkung verstärkt.
Die leichten spektralen Unterschiede von Quasar A und B erklären sich dadurch, dass auf den beiden Lichtwegen unterschiedliche Bedingungen herrschen können, wie unterschiedliche Dichte des intergalaktischen Mediums und somit unterschiedliche Extinktion.

### Zeitverzögerung der Bilder
Aufgrund der Beobachtungsdauer von über 30 Jahren ist inzwischen gesichert, dass das nördliche Bild A des Quasars die Erde rund 14 Monate früher erreicht als das südliche Bild B, das offensichtlich einen 1,1 Lichtjahre längeren Weg zurücklegt. 2003 veröffentlichte Wesley N. Colley eine Zeitverzögerung von 417,09 ± 0,07 Tagen als Ergebnis zweier 10-tägiger Beobachtungsphasen im Januar 2000 und im März 2001. Beteiligt waren zwölf rund um die Erde verteilte Observatorien, die rund um die Uhr insgesamt 3543 Bilder aufnahmen und anschließend auswerteten.
| Q0957+561 / MECO-Modell | Q0957+561 / MECO-Modell |
| --- | ----------------------- |
| |                         |
| Schematische Abbildung mit den wichtigsten leuchtenden Strukturen, die durch Analyse der veränderlichen Flussdichte der Emissionslinie bestimmt wurden: - dunkles kompaktes Zentrum mit Dipol-Feldlinien (gepunktet gelb) - scharfer leuchtender Ring an der inneren Kante der Akkretionsscheibe (weiß) - dunkle Akkretionsscheibe - ausfließende Windstrukturen (Elvis Flächen / blau), deren Fluoreszenz zum beobachteten UV-optischen Kontinuum beiträgt - mit kompakten Radiokernen bzw. Jets (rot) |                         |

### Entdeckung möglicher Exo-Planeten
1996 erreichte der Zwillingsquasar Bekanntheit, als ein Team des Harvard-Smithsonian Center for Astrophysics um Rudy E. Schild eine temporäre Anomalie in Bild B beobachtete, die in Bild A nicht zu finden war. Eine mögliche Erklärung ist der Transit eines Planeten der Galaxie G1 mit dreifacher Erdmasse, durch den Strahlengang von Bild B. Das wäre mit 4 Mrd. Lichtjahren der am weitesten entfernte beobachtete Planet. Weitere hoch signifikante Beobachtungen dieser Art verstärken den Verdacht, dass dunkle Materie in Form von sehr fernen Planeten immer wieder den Strahlengang B des Quasars durchquert.

### MECO-Hypothese
Seit den 1990er Jahren untersuchen Astronomen des Harvard-Smithsonian Center for Astrophysics unter Leitung von Rudy E. Schild fortlaufend Q0957+561 mit bis zu 14 Teleskopen in internationaler Kooperation. Durch Synchronisation der Bilder A und B wurde die optische Auflösung der Messwerte aufgrund des Gravitationslinseneffekts, wie bei einem System von zwei Teleskopen, erhöht. Das zentrale Objekt mit 3–4 Milliarden Sonnenmassen tauften Rudy Schild (CfA), Darryl Leiter (Marwood Astrophysics Research Center) und Stan Robertson (Southwestern Oklahoma State Univ.) „Magnetospheric Eternally Collapsing Object“ oder kurz MECO. „Wir nennen das Objekt nicht Schwarzes Loch, weil wir Beweise fanden, dass das Objekt ein in seinem Inneren verankertes Magnetfeld enthält, das die Oberfläche des zentralen kollabierenden Objekts durchdringt und mit der Umgebung des Quasars in Wechselwirkung tritt“, so Schild.
Schild und seine Kollegen fanden heraus, dass die 1000 AE breiten Materie-Jets über den Polen nicht, wie bei Schwarzen Löcher erwartet, in der Nähe des Schwarzschildradius (rund 80AE) beginnen, sondern 8000 AE vom Zentrum entfernt. Außerdem besitzt der hell leuchtende, heiße innere Rand der Akkretionsscheibe einen Radius von 2000 AE. Beides deutet darauf hin, dass das zentrale Objekt selber ein starkes, schnell rotierendes Magnetfeld erzeugt, das durch einen „magnetischen Propellereffekt“ die Umgebung des zentralen Objekts von Materie frei hält. Dies steht im Widerspruch zur bisherigen Auffassung, dass die Magnetfelder von Quasaren durch Ionen in der schnell rotierenden Akkretionsscheibe erzeugt werden und dass diese Akkretionsscheibe direkt am Ereignishorizont des Schwarzschildradius endet.

## Beobachtbarkeit
| Q0957+561-Sternenfeld                                                                             | Q0957+561-Sternenfeld |
| ------------------------------------------------------------------------------------------------- | --------------------- |
| Grafik                                                                                            |                       |
| - Q0957+561A: 1425-7427021 - Q0957+561B: 1425-7427023 Die Umgebung mit den Quellen des USNO-A2.0. |                       |

Wegen seiner geringen Helligkeit von 16,5 mag ist der Twin Quasar Q0957+561 mit kleineren Teleskopen nicht zu beobachten. Erst ab einer Teleskopöffnung (Apertur) von 50 cm können beide Komponenten mit lang belichteten CCD-Kamera-Aufnahmen bei gutem Seeing getrennt werden.
Auch mit großen optischen Teleskopen findet man, wie bei gewöhnlichen Sternen, nur kleine runde Beugungsscheibchen, daher der Name „Quasar“ für „quasi-stellar“. Alle weiteren Erkenntnisse ergeben sich aus der wissenschaftlichen Analyse der von diesem Objekt empfangenen elektromagnetischen Wellen.
Das Galaxienfeld rund um die Hauptgalaxie G1 (21,9 mag), das für den Gravitationslinseneffekt verantwortlich ist, ergibt bei der Verwendung optischer Instrumente mit sehr großer Apertur und langer Belichtungszeit ebenfalls nur kleine verwaschene Fleckchen.
Das Objekt ist in verschiedenen astronomischen Katalogen gelistet, darunter USNO-A2.0(1998) und USNO-B1.0(2003).